# La pesca dei pesci rossi
La pesca ai pesci rossi (La Pêche aux poissons rouges in francese) è un film dei fratelli Auguste e Louis Lumière, compreso tra i dieci film che vennero proiettati al primo spettacolo pubblico di cinematografo del 28 dicembre 1895 al Salon indien du Grand Café, al numero 14 del Boulevard des Capucines a Parigi.
Brevi filmati come questo, che ritraevano bambini e scene di vita familiare, furono da subito molto popolari. Gli interpreti sono Auguste Lumière, fratello di Louis, e la piccola Andrée, figlia di Auguste e Marguerite Winkler, che morirà poi a 24 anni vittima nel 1918 dell'epidemia di influenza spagnola.
L'inquadratura è frontale. La scena si svolge all'aperto.

## Trama
Una bambina, di meno di un anno, retta dal padre, si appoggia a un vaso di vetro trasparente colmo d'acqua dove sono contenuti dei pesci rossi. La bambina cerca di afferrarne qualcuno infilando la manina nell'acqua.